# Red Legion
Red Legion ist der Name einer rockerähnlichen Gang, die in Baden-Württemberg im März 2013 verboten wurde.

## Geschichte
Die Red Legion zählte mehr als 100 Mitglieder meist kurdischer Herkunft, die hauptsächlich in Stuttgart aktiv waren. Ihr erstes Logo war ein Gorillakopf, der später durch einen Totenkopf ersetzt wurde. Die Bande beteiligte sich am Machtkampf im Rotlichtmilieu und in der Türsteher-Szene. Sie war vor allem in der Region Stuttgart, den Landkreisen Esslingen und Ludwigsburg aktiv. Auch Rauschgift- und Waffenhandel wurde der Gang vorgeworfen. Die Gruppe wird zu den sogenannten Streetgangs gezählt.
Mitglieder der Red Legion waren an zahlreichen gewalttätigen Auseinandersetzungen in und um Stuttgart beteiligt wie z. B. in Ludwigsburg, Markgröningen und Esslingen. Laut dem Innenministerium von Baden-Württemberg sind Gewalt, Macht, Bedrohung und Rache zentrale Elemente der Red Legion. 
Der baden-württembergische Innenminister Reinhold Gall (SPD) erließ im Juni 2013 ein Verbot der Vereinigung und deren Nachwuchsvereinigung Red Nation.

## Aktionen und Straftaten
Zu einer Auseinandersetzung kam es am 15. Januar 2012 in Ludwigsburg, als Mitglieder der Red Legion in einer Bar auftraten und ein führendes Mitglied der Bande Black Jackets angriffen. Es kam zu einer Verwüstung des Lokals mit anschließenden Festnahmen. Daraufhin wurden in Stuttgart und der Region um Ludwigsburg 34 Wohnungen von Mitgliedern der Red Legion durchsucht.
Im Dezember 2012 kam es in Esslingen zu einer Messerstecherei zwischen den beiden Gruppen, ein 22-jähriges Mitglied der Black Jackets wurde getötet, 10 weitere Black Jackets zum Teil schwer verletzt. Zahlreiche Mitglieder der Red Legion wurden deswegen angeklagt und zu mehrjährigen Haftstrafen verurteilt.
Im Februar 2013 kam es zu einer Schießerei zwischen den Black Jackets und den Red Legion in Ulm. Mitglieder der Red Legion waren aus Stuttgart nach Ulm gereist. Nach einer Provokation im Gebiet der Black Jackets schoss jemand aus dieser Gruppe auf die Red-Legion-Mitglieder. Diese rannten anschließend auf den Mann zu, der sich im Casino eingeschlossen hatte. Ein Großaufgebot der Polizei rückte an, als Mitglieder der Red Legion versucht hatten, die Tür des Casinos aufzubrechen. Der Schütze, ein Mitglied der Black Jackets, wurde wegen versuchten Mordes angeklagt.
Im Juli 2013 ereignete sich eine Auseinandersetzung in Stuttgart mit den Hells Angels, bei denen Mitglieder der verbotenen Red Legion die Hells Angels mit Flaschen bewarfen. Die Polizei konnte die Menge nur schwer trennen.
Im August 2013 kam es in Stuttgart zu einer Auseinandersetzung von Mitgliedern der Gang mit der Polizei.
Während einer Kampfsportveranstaltung am 22. Februar 2014 in Ludwigsburg griffen Mitglieder der Red Legion Black Jackets an, die von außerhalb des Großraum Stuttgarts angereist waren. Es folgte eine Massenschlägerei mit zwei leicht- und drei schwerverletzten Black Jackets. Noch bevor die Polizei erscheinen konnte, waren knapp 20 Angreifer der Red Legion geflüchtet. Die Tatverdächtigen wurden rund zwei Monate später festgenommen.
Am 14. März 2015 kam es nach der „Langen Nacht der Museen“ zu einer Versammlung von zahlreichen mutmaßlichen Unterstützern und ehemaligen Mitgliedern der Gruppierung Red Legion in der Stuttgarter Innenstadt. Diese waren vermummt vom Rotebühlplatz durch die Eberhardstraße zur Altstadt gezogen. Die Polizei reagierte mit einem Großaufgebot.
Ende März 2015 kam es zu großen Ausschreitungen in der Innenstadt Ludwigsburgs. Mitglieder der Bande United Tribuns reisten aus mehreren Städten Deutschlands nach Stuttgart, um dort aufzumarschieren, was von der Polizei allerdings verhindert werden konnte, indem sie alle Zufahrtswege nach Stuttgart sperrte. Die Mitglieder der United Tribuns wichen daraufhin nach Ludwigsburg aus. Kurz vor Mitternacht kam es dort dann zu Ausschreitungen, nachdem ehemalige Mitglieder der Red Legion sich versammelt und versucht hatten, die United Tribuns anzugreifen, die von einem massiven Polizeiaufgebot geschützt wurden. Daraufhin kam es zu gewalttätigen Auseinandersetzungen zwischen der Polizei und ehemaligen Mitgliedern der verbotenen Red Legion, zumeist Kurden. Es wurden mehrere Personen festgenommen und knapp 180 Platzverweise für die Innenstadt Ludwigsburgs ausgesprochen. Gegen zwei der Festgenommenen Red Legions wurde Ende des Jahres 2015 der Prozess unter anderem wegen Landfriedensbruchs eröffnet.
Ehemalige Mitglieder der verbotenen Red Legion sammelten sich später unter dem Namen „Stuttgarter Kurden“, bevor die Organisation Bahoz ein Sammelbecken für militante Anhänger geworden ist. Der kurdische Begriff bedeutet übersetzt „Sturm“. Seit dem Frühjahr 2016 kam es zu gewalttätigen Konfrontationen zwischen Bahoz und den türkisch-nationalistischen Osmanen Germania in Stuttgart und Ludwigsburg, die sich Ende 2016 und Anfang Januar 2017 in Ludwigsburg zuspitzten. Das Landeskriminalamt gab an, dass der Raum Stuttgart und Ludwigsburg von den Mitgliedern der kurdischen Fraktion dominiert werde, die Auseinandersetzungen mit den Osmanen Germania hätten, weil diese der türkischen AKP-Regierung nahe stehen.